# اشرف‌الدین احمد چونو
اشرف‌الدین احمد چونو (بنگالی: আশরাফ উদ্দিন আহমেদ চুন্নু؛ زادهٔ ۱ اوت ۱۹۵۶) بازیکن فوتبال اهل بنگلادش بود.
وی همچنین در تیم ملی فوتبال بنگلادش بازی کرده است.